# Ludwig Paischer
Ludwig Paischer (Oberndorf bei Salzburg, 28 november 1981) is een Oostenrijks judoka. Hij won een zilveren medaille in de gewichtsklasse tot 60 kg op de Olympische Zomerspelen 2008. Paischer, bijgenaamd Lupo, nam in totaal vier keer deel aan de Olympische Spelen (2004, 2008, 2012 en 2016).

## Erelijst

### Olympische Spelen
- 2008 in Peking, China (– 60 kg)

### Wereldkampioenschappen
- 2005 in Caïro, Egypte (– 60 kg)
- 2007 in Rio de Janeiro, Brazilië (– 60 kg)

### Europese kampioenschappen
- 2003 in Düsseldorf, Duitsland (– 60 kg)
- 2004 in Boekarest, Roemenië (– 60 kg)
- 2005 in Rotterdam, Nederland (– 60 kg)
- 2006 in Tampere, Finland (– 60 kg)
- 2008 in Lissabon, Portugal (– 60 kg)
- 2009 in Tbilisi, Georgië (– 60 kg)
- 2010 in Wenen, Oostenrijk (– 60 kg)